# افسانه‌ها
افسانه ها، عنوان اثری منظوم از علی‌اکبر سعیدی سیرجانی، نویسنده، شاعر، پژوهشگر و مورخ ِ نامدار و مقتول ایرانی در دوران معاصر، و از جمله  آثار جنجالی است که وی جان خویش را بر سر تدوین و انتشار  آن آثار گذاشت. این اثر، به ویژه در بخش اصلی خود، حاوی افسانه‌ای منظوم و بسیار شنیدنی موسوم به شیخ ریا  است، که حاوی تعریض‌ها و کنایاتی آشکار یا در لفّافه نسبت به عملکرد آغشته به تزویر و ریای حاکمان و زمامداران  روحانی جمهوری اسلامی می‌باشد و ضمن انتقاد صریح از این وضع، به ماهیت اصلی حکومت اسلامی (به زعم سعیدی سیرجانی) پرداخته و از برخی اسرار پشت پردهٔ آن، خبر داده‌است. اگرچه چاپ اصلی و مشهور این کتاب، که حاوی اشعاری منطبق بر اوضاع جاری در حکومت اسلامی ایران بود، سال‌ها پس از انقلاب اسلامی، توسط انتشارات مزدا و در خارج از ایران صورت پذیرفت، امّا اصل این اثر، در فاصله سالهای ۱۳۴۰ تا ۱۳۴۱، چندبار به صورت کتاب یا در نشریات و مجلاتی همچون خواندنیها به چاپ رسیده بود.
خود سعیدی سیرجانی، چندین بار در آثار و نوشته‌های خود، و از جمله در مقدمه‌ای که بر افسانه‌ها نوشته، تحریر این کتاب و سرودن اشعار آن را، به منزلهٔ تکلیفی دانسته که از جانب دکتر مظفر بقائی کرمانی بر عهدهٔ او نهاده شده بوده‌است، و بدین بهانه مکرراً و مؤکداً در مقدمه افسانه‌ها، زبان به تحسین و ستایش از دکتر بقائی گشوده‌است.

## تاریخچه
علی‌اکبر سعیدی سیرجانی، منظومهٔ افسانه‌ها را  در دوران دانشجویی خویش در دانشگاه تهران، و بنابه توصیهٔ استاد درس اخلاق خویش در این دانشگاه، یعنی دکتر مظفر بقائی کرمانی سرود. این منظومه نخستین بار در سال ۱۳۴۰ خورشیدی منتشر شد و با آن که بلافاصله مجلهٔ خواندنیها متن کامل این منظومه را در شمارهٔ نوروزش منتشر کرد، امّا بر اثر استقبال مردم، مدتی بعد، به چاپ دوم رسید و در تیراژ ۵هزار نسخه که در آن دور و زمانه رقم بالایی بود، مجدداً به چاپ رسید.
چاپ اول این کتاب که در سال ۱۳۴۰ منتشر شد، مشتمل بر دو افسانه بود: یکی داستان اصلی کتاب، یعنی همان داستان «شیخ ریا»، و دیگری منظومهٔ کوتاهی با عنوان «یک شب و دو منظره»، امّا در چاپ دوم کتاب که در فروردین ماه سال ۱۳۴۱ منتشر گردید، منظومهٔ دوم، بدلایل نامعلوم از متن کتاب حذف شده بود.
با این وجود بعدها، به قول خود سعیدی سیرجانی، «دستگاه سانسور آریامهری»، از تجدید چاپ این اثر جلوگیری کردند. به تدریج خود سعیدی هم از صرافت موضوع افتاد، زیرا که شعر و شاعری را رها کرده بود و اصراری داشت که این جنبهٔ زندگی ذوقیش به کلی فراموش گردد.
این وضع ادامه داشت تا اینکه در سال‌های بعد از انقلاب اسلامی و با توجه به قدرت رسیدن روحانیون در ایران، تقاضای فراوانی برای مطالعهٔ این کتاب و به ویژه افسانهٔ اصلی آن، یعنی افسانهٔ «شیخ ریا»، که مضمون آن مراحل به قدرت رسیدن یک چوپان بینوا، در کسوت یک روحانی به ظاهر پرهیزگار و معنوی را بازگو می‌کرد و از ریا و تزویری که اقتضای یک حکومت مذهبی و روحانی است، بوضوح پرده برمی داشت و از تلقینات دروغین و بازی با احساسات مذهبی مردم توسط اهالی قدرت و رواج سالوس و کذب و تزویر و چاپلوسی و تملّق در سایهٔ حکومت روحانیون سخن می‌گفت، پیدا شد.
این موضوع سعیدی سیرجانی و جمعی از دوستان او را در داخل و خارج کشور به صرافت، إعمال برخی تغییرات جزئی در متن اشعار افسانه‌ها، به منظور تطابق بیشتر مضمون آن با اوضاع جاری در حکومت اسلامی و چاپ مجدد این کتاب انداخت. امّا از آنجا که مدت‌ها بود که چاپ و انتشار تمامی آثار سعیدی سیرجانی (حتی آثار کاملاً غیرسیاسی او همانند تفسیر عظیم و شش جلدی قرآن، موسوم به تفسیر سورآبادی، که توسط سعیدی سیرجانی تصحیح و تحشیه و منتشر شده بود)، در حکومت اسلامی با مشکل مواجه بود و وزارت ارشاد جمهوری اسلامی، بنا به دستور شخص خامنه‌ای از تجدید چاپ این آثار یا چاپ آثار تازهٔ سعیدی سیرجانی ممانعت شدید می‌نمود، [و اصلاً عاقبت سعیدی سیرجانی، عاقبت جان بر سر اعتراض و پیگیری در همین مورد نهاد]، در نتیجه چاپ دوبارهٔ افسانه‌ها در خارج از ایران و توسط انتشارات مزدا، که توسط یکی از دوستان سعیدی سیرجانی اداره می‌شد، انجام پذیرفت.
حکومت سانسور و خفقان ناشی از سیطرهٔ حکومت اسلامی بر ایران، نه فقط موجب احالهٔ چاپ جدید «افسانه‌ها» به آن سوی مرزها گردید، بلکه سبب گردید که سعیدی سیرجانی از بیم گرفتاری بعدی خویش به خاطر چاپ دوبارهٔ این کتاب، که مضمونی صددرصد ضدّ حکومت اسلامی و بالقوه خطرناک داشت، خود را از تصمیم دوستانش در خارج از کشور و در انتشارات مزدا، مبنی بر أعمال برخی حک و اصلاحات در اشعار افسانه‌ها و چاپ دوبارهٔ آن، برکنار و بی‌اطلاع نشان دهد. به همین دلیل مقدمه‌ای بر ابتدای چاپ جدید کتاب افسانه‌ها افزوده شد، که امضای «م. مستجیر» داشت و در آن مقدمه، هرگونه نقش آفرینی سعیدی سیرجانی در تجدید چاپ این کتاب و اصلاحات جدید إعمال شده بر آن [اصلاحاتی که کتاب را کاملاً بر اوضاع جاری در حکومت اسلامی منطبق کرده بود]، نفی می‌نمود و حتّی سعیدی سیرجانی را مخالف صریح و قاطع تجدید چاپ این کتاب معرفی می‌نمود.
امّا آنطور که برخی از دست اندرکاران تجدید چاپ افسانه‌ها و همینطور آگاهانی از جمله دکتر صدرالدین الهی و احمد احرار، در سالهای بعد و پس از مرگ فجیع سعیدی سیرجانی بدست عوامل وزارت اطلاعات جمهوری اسلامی نوشته‌اند، «م. مستجیر»، یعنی نویسندهٔ مقدمهٔ چاپ جدید و بعد از انقلاب افسانه‌ها، کسی به جز خود سعیدی سیرجانی نبوده‌است و انتخاب این اسم مستعار و نوشتن مقدمه‌ای با این اسم که سعیدی سیرجانی را از نقش آفرینی در تجدید چاپ کتاب تبرئه می‌کند، صرفاً به خاطر در امان ماندن سعیدی (که در داخل ایران زندگی می‌کرد)، از عواقب احتمالی ناشی از چاپ دوباره کتاب صورت پذیرفته‌است. واقعیتی که آن را حتی از ظاهر این اسم (مستجیر به معنای پناه برنده از مخاطرات) نیز می‌توان استنباط نمود.

## سانسور شیخ و شاه
در مقدمات کتاب، سعیدی سیرجانی به بهانهٔ شرح مضمون کتاب افسانه‌ها و بیان مختصر ِ آنچه در حکومت آریامهری و حکومت اسلامی بر کتاب افسانه‌ها گذشته‌است، با بیانی شیرین و سلیس و خواندنی، رندانه و با شیوهٔ نعل وارون زدن که شیوهٔ همیشگی او در نوشته‌هایش [بویژه نوشته‌هایی که در دوران‌های سیاه خفقان و سانسور و دیکتاتوری و استبداد مذهبی پدید آورده‌است]، می‌باشد، به شرحی در باب رفتارهای غیرانسانی و مستبدانهٔ حکومت اسلامی و همچنین مقایسه‌ای اجمالی و طنزآمیز از وضعیت سانسور در ایران قبل و بعد از انقلاب اسلامی پرداخته و از جمله نوشته‌است:
.... اولاً: رفقای مأمور سانسور در جمهوری اسلامی، همه اهل فضل و فضیلت اند، ثانیاً: مزاحم آثار هنری و ذوقی نمی‌شوند، ثالثاً: فقط کتاب‌هایی را سانسور می‌کنند که سیاسی باشند یا مذهبی یا اجتماعی یا اخلاقی یا تاریخی یا....[!؟]، رابعاً: ما اصلاً در جمهوری اسلامی، دستگاه سانسور نداریم!...... آن وقتها [که دستگاه سانسور آریامهری جلوی چاپ این جزوه (افسانه‌ها) را گرفت]، مطالب این جزوه، زبان حالِ مردم بود، مردم هم از چاپلوسی نوکران ِ دربار دل ِ خونی داشتند و هم از ریای نفرت انگیز معدودی روحانی نمایان درباری.
امروزه بحمدالله نه اثری از تملّق و اغراق در جراید و مطبوعاتمان به چشم می‌خورد و نه نشانی از ریاکاری و ظاهرسازی وُعّاظُ السلاطین، وجود دارد که مردم تشنهٔ تعریضی و انتقادی [از نوع اشعار سراسر تعریض و انتقاد منظومهٔ افسانه‌ها] باشند.
آن روزها مردم که کور نبودند، به چشم خودشان می‌دیدند چه کسانی با سوء استفاده از لباس مقدّس روحانیت، مرتکب چه فجایعی می‌شدند، برای رسیدن به مال و مقام به هر دری می‌زدند، در آن حال و هوا  أحدی جرأت نداشت خطر کند و به یکی از این حریصان مال و شهوت و قدرت بگوید:
جناب حاجی آقا!، این کارها با لباسی که داری سازگاری ندارد، تو دَم از دین و تقوی می‌زنی، مردم تو را نمایندهٔ پیغمبر و امیرالمؤمنین می‌دانند، باید به شیوهٔ آن بزرگواران زندگی و حکومت کنی؛ باید از جیفهٔ دنیا بپرهیزی، نه آنکه برای تصاحبش مرتکب هزاران بهتان و جنایت شوی؛ باید لقمه‌ای مال دیوان از حُلقوم مبارکت فرو نرود، نه آنکه میلیون‌ها میلیون [و امروز میلیاردها میلیارد] بگیری و باز هم بنالی؛ باید گردشگاه عیال محترمه ات یتیم خانه‌ها و بیمارستان‌ها باشد، نه سالن‌های مُد و جواهرفروشی‌های مختلف شهر [در داخل و خارج کشور!؟]؛ باید زن و بچه ات در ساده‌ترین خانه‌ها زندگی کنند، نه در کاخ‌های سر به فلک زده و باغ و بُستان‌های چند هزارمتری که معلوم نیست صاحب اصلیش که بوده و از کجا بدست تو رسیده‌است؛ باید زبان و قلمت جز به حق نگردد، نه آن که به عِرض و ناموس مسلمانان هم إبقا نکنی؛ باید خودت را خادم خلق خدا بدانی و با مهربانی و دلسوزی جوانان را با فضایل اخلاقی و معارف اسلامی مأنوس کنی، نه اینکه هر که را که چموشی کرد و سواری نداد، با زدن داغ تکفیری از جُرگهٔ مسلمانان اخراجش کنی؛ باید خانهٔ محقّرت بست و پناه مردم ستمرسیده باشد در مقابل قَدَرقدرتان زمانه، نه آنکه خودت سرسپردهٔ جبّاران شوی و شریک دزد و رفیق قافله باشی؛ باید خبرچینان ساواکی را از سگ نجس تر بدانی، نه آنکه خود به جاسوسی در زندگی مردم بپردازی و ساواک راه بیندازی؛ باید عُمرت وقف ارشاد خلایق و اصلاح ذات البین باشد، نه زد و بندهای واراداتی و دلالی‌های کلان؛ باید شیوهٔ معاش پرهیزگارانه ات مظهر وارستگی باشد، نه اینکه حسابهای محرمانه ات در بانک‌های خارجی سر به سماوات زند.
بله!، در آن دوره [یعنی دورهٔ آریامهری] مردم هم از کبکبهٔ غرورآمیز دربار به جان آمده بودند و تبلیغات چاپلوسانه‌ای که روز و شب گوششان را آزار می‌داد، و هم از وقاحت ریاپیشگان معدودی که در جامهٔ مقدّس روحانیت رفته بودند، دل پُرخونی داشتند، و چون در این جزوه [=افسانه‌ها]، مختصر تعریضی به هر دو دسته بود، شاید بدین مناسبت استقبالکی از آن کردند، امّا امروزه همانطور که گفتم آن دورهٔ منحوس گذشته‌است، و نه ریخت و پاشی هست و نه غارت و تبعیضی و نه حق کشی و بُهتانی و نه البته تزویر و ریائی. دیگر به چه انگیزه‌ای مردم بیایند و پولشان را صرف همچو خزعبلاتی کنند؟

## تحسین دکتر بقائی کرمانی
در بخشی از توضیح ابتدای کتاب افسانه‌ها، به قلم «م. مستجیر» [که گفتیم به ظن قریب به یقین کسی جز خود «سعیدی سیرجانی» نیست]، از گفتگوی [احتمالاً خیالی و مصلحت‌آمیز] میان مستجیر و سعیدی دربارهٔ حذف فرازی از مقدمهٔ کتاب که به تأثیر فراوان «دکتر مظفر بقائی کرمانی» در شکل‌گیری این کتاب و بخصوص افسانهٔ اصلی آن (شیخ ریا) اشاره دارد، سخن به میان آمده‌است.  در این گفتگو، سعیدی سیرجانی با حذف این فراز از مقدمه به شدت مخالفت می‌کند و خطاب به مستجیر به تأکید اعلام می‌نماید که مطالب مربوط به دکتر بقائی کرمانی، حتماً و قطعاً باید در مقدمه کتاب باقی بمانند. در بخشی از این گفته‌های سعیدی سیرجانی در ابتدای کتاب افسانه‌ها می‌خوانیم:
.... حق نداری حتی یک کلمه از مقدمه حذف کنی!، آنچه نوشته‌ام، اولاً عین واقعیت بوده و ثانیاً آن را به حکم دلم نوشته‌ام، نه به اقتضای سیاستی و مصلحتی، که بشود هرچندی یک بار عوضش کرد. «مرد» [اشاره به دکتر بقائی کرمانی]، به نظر من از ناشناخته‌های روزگار ما بود. کاری به درگیری و اشتباهات سیاسی اش ندارم، من نه عضو حزبش [اشاره به حزب زحمتکشان ملت ایران] بودم و نه اعتقادی به کاربُرد شیوهٔ عملش در جامعهٔ خودمان داشتم، امّا آشنایی چهل ساله و قریب سی سال دوستی مداوم و مصاحبت ِ دست ِکم هفته‌ای یک بار، به من این حق را می‌دهد که او را از اخلاقی‌ترین رجال سیاسی روزگارمان بدانم...
سعیدی سیرجانی در مقدمه افسانه‌ها، سپس اشاره وار به ماهیت اختلافات موجود میان دکتر مظفر بقائی کرمانی و دکتر محمد مصدق و نقش دکتر بقائی در قضایای ۲۸ مرداد ۱۳۳۲ و سقوط دولت دکتر مصدق می‌پردازد و در طی چند جملهٔ کوتاه، بر نکاتی انگشت می‌گذارد که توجه به نکات، می‌تواند به بیش از نیم قرن دشمنی و اختلاف میان طرفداران دکتر مصدق و دوستداران دکتر بقائی، خاتمه بخشد. سعیدی می‌نویسد:
.... ارادت ِ من به مُصدق، کمتر از ارادتم به او [=دکتر بقائی] نیست، هردو را با شرافت و پاکیزه دامن و ایران خواه می‌دانم. امّا اولاً: مسئله به این سادگی‌ها نیست که بتوان با حکمی قطعی و جزمی، یکی از این دو را محکوم کرد، ثانیاً: مگر هر وقت دو نفر – آن هم دو رَجُل ِ سیاسی – با هم درافتادند و اختلاف نظر پیدا کردند، باید یکی قطعاً مُجرم و خائن و خطاکار باشد و دیگری معصوم و مصون از اشتباه؟!، در این صورت تکلیف هیزم کشان ِ معرکه و خواجه بیمارکُن‌های وطنی چه می‌شود؟!... نه خیر! اگر می‌خواهی کتاب من [=افسانه‌ها] را چاپ کنی، باید مقدمه اش را هم چاپ کنی، آن هم نه یک کلمه کم، نه یک کلمه زیاد. بگذار من از آن کودنهائی باشم که بعد از سی سال همصحبتی، هنوز دوستم را نشناخته‌ام و فرق بین خائن و خادم را نمی‌دانم.
سعیدی سیرجانی سپس، ضمن اشاره به ماجرای آخرین دستگیری دکتر مظفر بقایی کرمانی توسط مأموران وزارت اطلاعات جمهوری اسلامی، که به مرگ مرموز یا قتل او منجر گردید، و تأکید بر این نکته که مقاومت رادمردانهٔ دکتر بقایی در برابر شکنجه و تن ندادن او به مقولاتی همچون اعترافات تلویزیونی، از همان آغاز برای او روشن بوده‌است، می‌نویسد: 
... من در سفر بودم که خبر آخرین گرفتاری «مرد»  [اشاره‌است به دکتر مظفر بقایی کرمانی] را شنیدم و بلافاصله به چند نفری که در اتاقم نشسته بودند، گفتم: «کارش تمام شد!.»، و با قاطعیت برایشان استدلال کردم که مردی که من می‌شناسم از این هردم بیلهائی نیست که بشود گریمش کرد و پشت تلویزیون آوردش و به خوردم، نخوردمش انداخت.
او شاگرد مکتب سقراط است [اشاره به شعار همیشگی دکتر بقایی و حزب زحمتکشان ملت ایران، که از تعالیم سقراط وام گرفته شده بود] و یقین دارم مثل سقراط، مرد و مردانه به استقبال اجل خواهد شتافت....
وی سپس با تأکید بر این نکته که پیش‌بینی او دربارهٔ تن ندادن دکتر بقایی به اعترافات تلویزیونی و مقاومت شجاعانهٔ او در برابر شکنجه‌های حکومت اسلامی درست از آب درآمده، زبان به تحسین از دکتر بقائی کرمانی گشوده و دلایل دیگری بر لزوم عدم حذف مقدمهٔ مربوط به دکتر بقائی، از ابتدای کتاب افسانه‌ها را ذکر کرده‌است.
لازم به توضیح است که دکتر بقائی کرمانی که علاوه بر سنّ زیاد، مبتلا به دیابت شدید  بود و وزن بالایی داشت، علی‌رغم مدت‌ها حضور در زندان جمهوری اسلامی و با اینکه وزن یکصد و بیست کیلویی او، در طی چند ماه حضور در زندان، بر اثر شکنجه و قطع داروهای دیابتش به حدود سی کیلوگرم رسید، امّا بر خلاف روش معمول در مورد مخالفان حکومت در زندان‌های جمهوری اسلامی، هرگز حاضر نشد که تن به اعترافات تلویزیونی بدهد و این موضوع همان مقدار که خشم زمامداران حکومت اسلامی را برانگیخت، شأن و مقام و مرتبهٔ او را نزد مردم ایران و منتقدان و مخالفان حکومت، و از جمله حتی نزد بسیاری از مخالفین خود دکتر بقائی، بالا برد و به او اعتباری مضاعف بخشید که نمونه‌ای از آن، در نوشتهٔ سعیدی سیرجانی در مقدمهٔ افسانه‌ها به چشم می‌خورد.
هرچند که حکومت اسلامی در مقابل این رادمردی و شجاعت سقراط گونهٔ دکتر بقائی کرمانی، و با توجه به سرسختی او در امتناع از شرکت در اعترافات تلویزیونی، دستور جعل دستخطّ و مدارک پزشکی او را صادر نمود و ضمن انتساب برخی یادداشت‌های جعلی به او، وی را به دروغ، مبتلا به بیماری سیفلیس معرفی نمود. گرچه تقریباً هیچکس این ادعاهای حکومت اسلامی دربارهٔ دکتر بقائی را نپذیرفت و این ادعاهای دروغین تنها شهرت و اعتبار او را، حتی نزد مخالفان سرسختش، بیشتر کرد. کمااینکه سعیدی سیرجانی، که خود روزی یکی از حامیان دکتر مصدّق به‌شمار می‌رفت [و در نتیجه زمانی در صف منتقدان و مخالفان دکتر بقائی قرار می‌گرفت]، در همین ارتباط  ادامه داده‌است:
.... دیدی که پیش‌بینی من [دربارهٔ مقاومت سقراط گونهٔ دکتر بقائی کرمانی در برابر شکنجه‌های حکومت اسلامی] درست بود. دیدی که «مرد» [=دکتر بقائی]، با شوکرانی که به رغبت نوشید، مُهر تأییدی گذاشت بر سند ِ صداقت و اخلاص و شجاعتش. آن وقت تو می‌خواهی مقدمه‌ای را که مربوط به همچو مردی است از کتاب من [=افسانه‌ها] حذف کنی که فلان واماندهٔ سیاسی خوشش می‌آید یا بدش؟!، من که اهل حزب و سیاست نیستم تا نگران تأیید و تکذیب این و آن باشم. رند ِ عالم سوز را با مصلحت بینی چه کار....

## فهرست مندرجات
کتاب افسانه‌ها با یادداشت ناشر کتاب که عنوان «توضیح» دارد، آغاز می‌شود.